# Đắc Sở
Đắc Sở là một xã thuộc huyện Hoài Đức, thành phố Hà Nội, Việt Nam.
Xã Đắc Sở gồm 6 thôn: Diềm Xá, Trung Kì, Đông Hạ, Đông, Chùa Ngụ, Sơn Hà.
Cây phật thủ được đưa về đất Đắc Sở từ những năm 2002-2003. Chủ tịch UBND xã Đắc Sở Nguyễn Thị Hường cho biết: "Khi đó, ông Nguyễn Văn Thiết và ông Nguyễn Đình Lê làm nghề buôn bán ở miền ngược mang về quê một số cành chiết cây phật thủ và trồng trên đất bãi xã Đắc Sở, sau một thời gian chăm sóc, cây sai quả, mẫu mã đẹp. Thấy hợp chất đất, những gia đình này đã mở rộng diện tích và thu được hiệu quả kinh tế cao. Hàng chục gia đình khác ở Đắc Sở đã làm theo, học kinh nghiệm, mua giống, mở rộng diện tích trên vùng bãi trước đây trồng rau, trồng ngô có giá trị thu nhập thấp hơn nhiều". Qua đánh giá thì cây phật thủ cho giá trị kinh tế, bình quân từ 600 triệu đến 900 triệu đồng/ha/năm. Vì thế, diện tích cũng tăng theo cấp số nhân, từ chỗ chỉ trồng thử nghiệm, đến năm 2010 đất này đã có tới 20ha đến nay đã phủ kín vùng bãi xã Đắc Sở với 70ha. Ngoài ra, vùng bãi xã Yên Sở rộng 100ha và hàng chục héc ta đất ở các xã Tiền Yên (Hoài Đức), Sài Sơn (Quốc Oai), huyện Đan Phượng, huyện Phúc Thọ và các tỉnh như Bắc Giang, Hòa Bình... đã được người dân xã Đắc Sở thuê để trồng loại "cây bạc tỷ" này. "Trong xã hiện nay có đến 80% hộ dân có thu nhập chính bằng cây phật thủ. Khi người dân thuê đất ở nơi khác để trồng phật thủ, UBND xã đã phối hợp với các địa phương tạo thuận lợi về mọi mặt, nhất là việc bảo đảm an ninh trật tự".

## Vị trí địa lý
Xã Đắc Sở nằm ở phía Tây huyện Hoài Đức. Đây là một xã nằm bên sông Đáy.
- Phía Bắc giáp xã Yên Sở
- Phía Tây giáp huyện Quốc Oai
- Phía Nam giáp xã Tiền Yên
- Phía Đông giáp xã Sơn Đồng